# 高田正淳
高田 正淳（たかだ まさあつ、1931年 - ）は、日本の会計学者。神戸大学名誉教授。元日本会計研究学会会長。元日本監査研究学会会長。日本会計研究学会太田賞受賞。

## 人物・経歴
京都府京都市に生まれる。1953年に神戸大学経営学部経営学科を卒業した。
神戸大学経営学部で助手・講師・助教授を経て、1969年に教授に就任した。この間、1966年に神戸大学より経営学博士号を取得する。1994年に退官して、神戸大学名誉教授となる、その後京都学園大学経営学部教授に就任した。
学外では、1978年に日本監査研究学会が設立された際に発起人の一人となる。1984年から1995年までは会長を務めた。国際会計研究学会理事（1987年 - 1996年）や日本会計研究学会会長（1997年 - 2000年）も務める。また、大蔵省企業会計審議会委員、日本学術会議会員等の任にも就いている。

## 著作

### 著書
- 『収支損益計算論』千倉書房 1965年
- 『監査論』有斐閣 1975年
- 『最新監査論』中央経済社 1979年

### 訳書
- エ・コジオール著『財務会計論』森山書店 1965年

## 受賞
- 日本会計研究学会太田賞 1966年[2]